# Овда
Овда (на английски: Ovda Regio), е равнина в екваториалната част на Венера, с диаетър 5280 km.
Създава западната част на Земята Афродита. Тази област е система от хребети, който наричат се tassery. Tassery са издигнат плато, разчленени, сложни и хаотични мрежа от ровове и хребети.
Кора на планетата е разбита на парчета, има повреди, гънки, дълги ивици от гребени и падини. Магма, идващи от вътрешността на планетата преминаваха през част от региона и пълни неравенства, произтичащи от компресия на кората. Някои от вдлъбнатините на равнината са пълни с насипен материал.